# Schloss Pichlarn

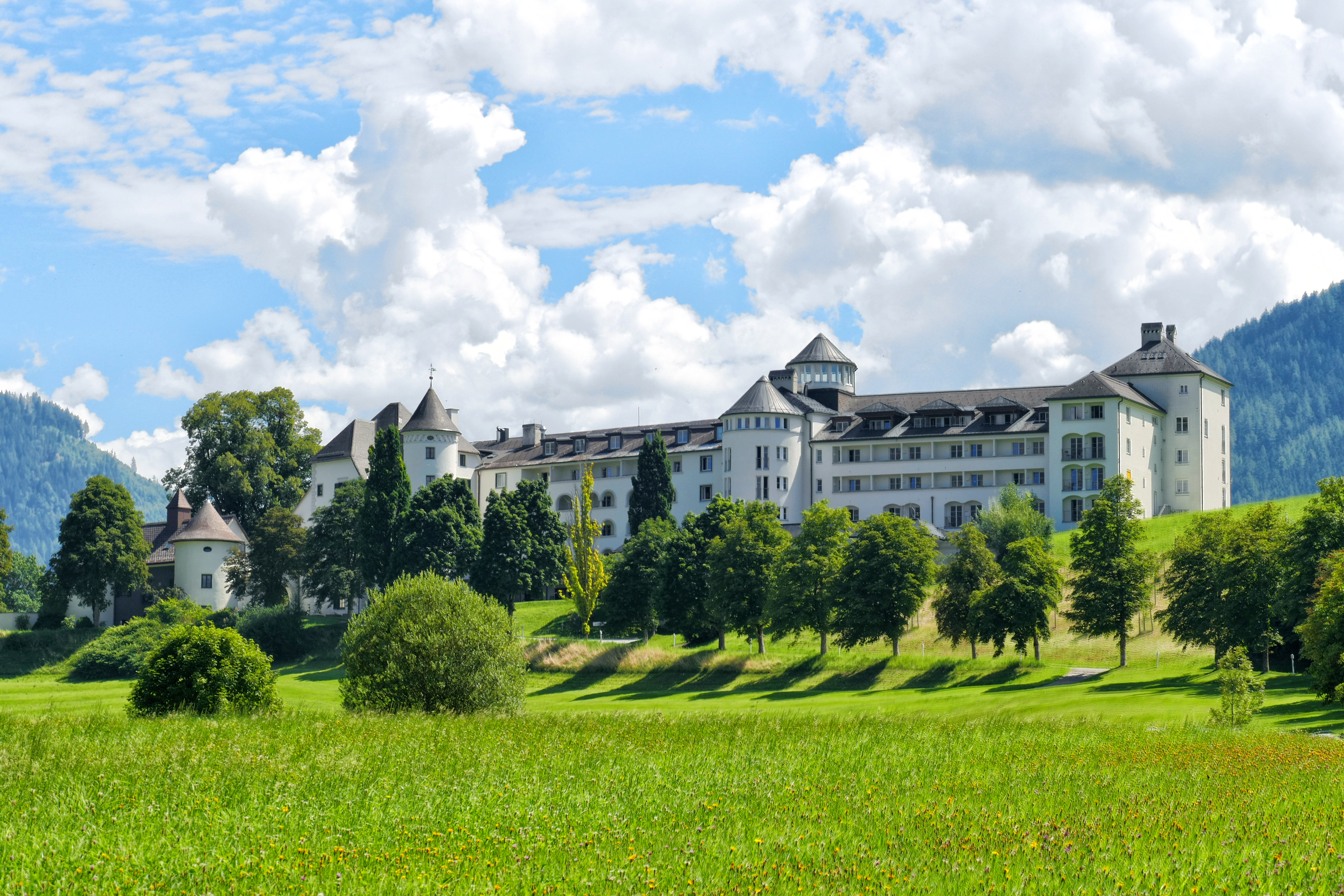
Ansicht von Norden 2023

Schloss Pichlarn liegt in der Gemeinde Aigen im Ennstal in der Steiermark, unterhalb des Bergmassivs des Grimming im Ennstal. Es stammt ursprünglich aus dem 11. Jahrhundert, und ist im heutigen Bestand aus der Renaissance. Es beherbergt heute ein Hotel der Fünf-Sterne-Kategorie.
Es liegt oberhalb von Irdning, gehört aber zur Ortschaft Gatschen von Aigen im Ennstal.

## Geschichte

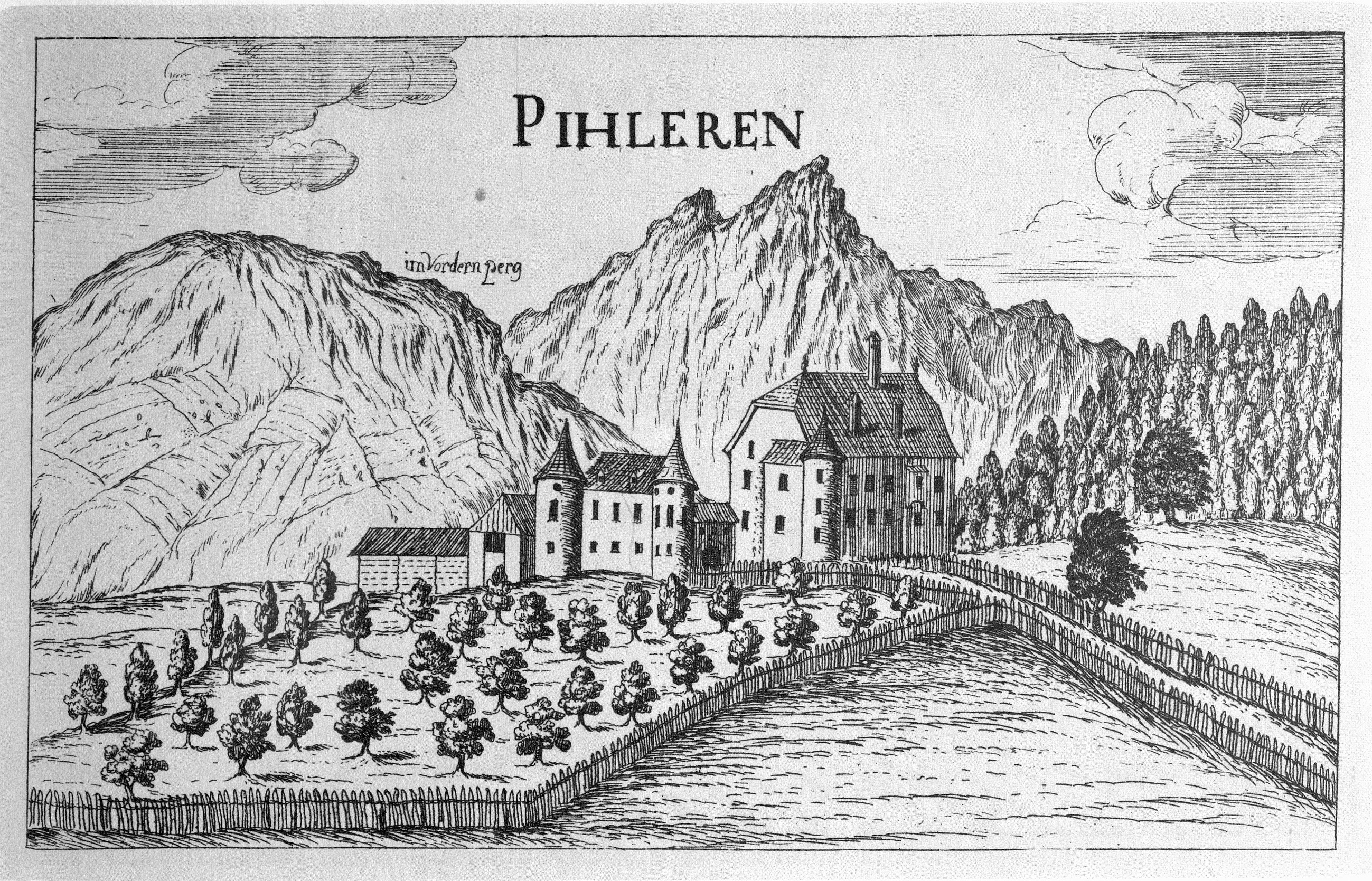
Stich aus dem Jahr 1681

Die erstmalige urkundliche Erwähnung erfolgte im Jahre 1074, die Erbauung wird mit dem Jahre 1009 angenommen. Es war das Stammhaus der Herren von Püchlern oder Pühelarn (‚Pichl/Bühel‘ heißt Hügel, der Name entspricht ‚Pichler‘) von denen 1139 ein Walter erwähnt wird.
Nach einem Bestätigungsbrief des Stiftes Admont vom 10. Oktober 1139 „besasse sie es den ganzen Zehent vom Gut Reginhards von Püchlarn.“. Mitte des 12. Jahrhunderts vermachte Leo der Edle von Püchlarn das Gut dem Stift Admont, dieses sicherte ihm im Gegenzug seine Versorgung auf Lebenszeit zu. 1191 bewohnte Volkmar von Püchel das Schloss. Laut einer Admonter Urkunde wird 1344 ein Leo von Puhele erwähnt, der 1360 starb. Mit ihm scheint das Geschlecht der Puhele ausgestorben zu sein. Im weiteren Verlauf ist in einer Urkunde 1385 festgelegt, dass Hans Kirchdorfer den Hof zu Pichlarn von Johann Dumersdorfer, Vertreter eines steirischen Rittergeschlechts, kaufte.
In der weiteren Folge wurde das Schloss mehrere Jahrhunderte von der Geistlichkeit verwaltet, aus Österreich, Italien und Bayern. Es diente auch als Erholungsresidenz, so soll Papst Pius II., Enea Silvio de' Piccolomini hier zu Gast gewesen sein.
Im Jahre 1551 wird das Schloss unter dem Namen Edelmannsitz Püchlern ob Irdning erwähnt, mehrfach wechselten zuvor die Besitzer.
Die Herren von Stainach nahmen das Schloss 1555 in ihren Besitz und errichteten die zwei typischen Rundtürme. Die Besitzer wechselten in der Folge immer wieder. 1896 ging der Besitz nach dem Tode von Othmar Graf Lamberg an dessen Gemahlin Gräfin Johanna Lamberg, geb. Freiin Mecsery über. Diese ist dadurch in der Gegend bekannt geworden, dass sie für Arme, Kranke aber auch für die Schulkinder sorgte.

## Residenz von Fritz Ries
Fritz Ries errichtete Anfang der 1970er Jahre in der steirischen Stadt Hartberg ein Teppichbodenwerk der Pegulan-Werke. Der steirischen Politik war in Anbetracht der wirtschaftlich schwachen Region an Ries’ Investition sehr gelegen. Man habe sie ihm mit Zugeständnissen beim Kauf von Schloss Pichlarn versüßt, heißt es. Er baute das Schloss zu einem Luxus-Hotel mit neu angelegtem Golfplatz um. Es fungierte in der Folge als Begegnungsstätte zahlreicher deutscher Politiker für strategische Treffen, über die das deutsche Nachrichtenmagazin Der Spiegel mehrfach berichtete (Korruptionsvorwürfe gegen Parlamentsüberläufer, Planung auf Schloss Pichlarn).
Zu den bekannteren Besuchern unter der Ära Ries gehörten Franz Josef Strauß, CSU-Landesgruppenchef Richard Stücklen, der damalige Kanzlerkandidat Helmut Kohl und Hanns Martin Schleyer.

## Hotelbetrieb
Seit 1972 wird das Schloss Pichlarn als Hotelbetrieb geführt. In diesem Jahr wurde auch der zum Hotel gehörende Golfplatz erbaut. Nach dem Tod von Fritz Ries wurde das Hotel 1979 verkauft und immer wieder umgebaut und erweitert.
Heute wird das Schloss als Hotel und Golfresort genutzt und erfuhr eine Reihe größerer Umbauten inklusive der Erweiterung des Golfplatzes. Das Hotel verfügt über 110 Zimmer und Suiten und rangiert als Fünfsternehotel. Seit Herbst 2008 gehört es zu den Schloss Fuschl-Betrieben. Mit Jänner 2021 übernahm der Salzburger Hotelier Georg Imlauer das Schloss Pichlarn und gliederte das Hotel in die Imlauer Hotels und Restaurants ein, zu welchen auch 3 Hotels und Restaurants in Salzburg und zwei Hotels in Wien gehören.